# Charles Auguste d'Allonville de Louville
Pour les articles homonymes, voir Allonville (homonymie).
Charles Auguste d'Allonville de Louville, connu comme le marquis de Louville, né le 16 mai 1664 à Louville et mort le 20 août 1731, est un homme politique français. Favori de Philippe V, qui accède au trône d'Espagne en 1700, il devient chef de la maison française et gentilhomme de la Chambre. En 1701 et 1702, préconisant une présence forte de la France dans les affaires espagnoles, il exerce une grande influence sur Philippe V, sur les Français de la cour d'Espagne et sur les conseillers versaillais en relation avec lui. Il est disgracié en 1703.
En 1716, le Régent l'envoie en mission auprès de Philippe V. Bloqué par le premier ministre Alberoni, il doit rentrer en France sans avoir pu approcher le roi.

## Biographie

### Jeunesse
Il naît le 16 mai 1664 au château de Louville, dans une très ancienne famille du pays Chartrain. Ses parents sont Jacques d'Allonville, seigneur de Louville (mort en 1707) et Marie Charlotte de Vaultier de Moyencourt (morte en 1694). Charles est l'aîné de cinq enfants. Son frère cadet Jacques Eugène, chevalier de Louville, va suivre une carrière militaire, puis devenir mathématicien et astronome.
L'éducation de Charles est confiée d'abord à un grand-oncle janséniste, puis aux jésuites. « En les voyant ainsi se déchirer, plaisante-t-il, je comprenais que, comme des deux parts on avait tort, d'aucun côté on ne pouvait avoir raison. » Capitaine au régiment du Roi-infanterie, il fait plusieurs campagnes de la guerre de la Ligue d'Augsbourg.

### Gentilhomme de la manche du duc d'Anjou

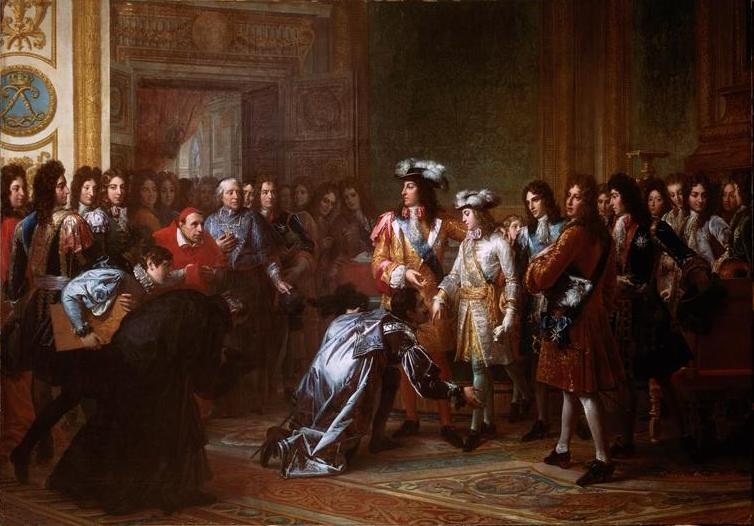
Philippe de France, duc d'Anjou, proclamé roi d'Espagne, par Gérard. L'un des 31 personnages est Louville.

Le 25 août 1690, le duc de Beauvillier, gouverneur des enfants de France, le fait venir à Versailles comme gentilhomme de la manche du duc d'Anjou, petit-fils de Louis XIV, deuxième fils du dauphin.
Le 16 novembre 1700, à seize ans et demi, ce prince est proclamé roi d'Espagne sous le nom de Philippe V. Une cinquantaine de personnes vont l'accompagner à Madrid. Elles vont aider le jeune roi à s'acclimater, mais elles ne sont pas destinées à séjourner bien longtemps. Louville a l'autorisation de rester en Espagne. Il est choisi par Louis XIV lui-même. Le duc de Beauvillier a eu tout loisir, pendant dix ans, d'observer Louville. Il le recommande au nouveau roi « comme un homme sage, instruit, plein de sens, d'esprit et de ressource, uniquement attaché à lui et digne de sa confiance. » Beauvillier et Louville vont entretenir une correspondance secrète.

### Favori du roi d'Espagne

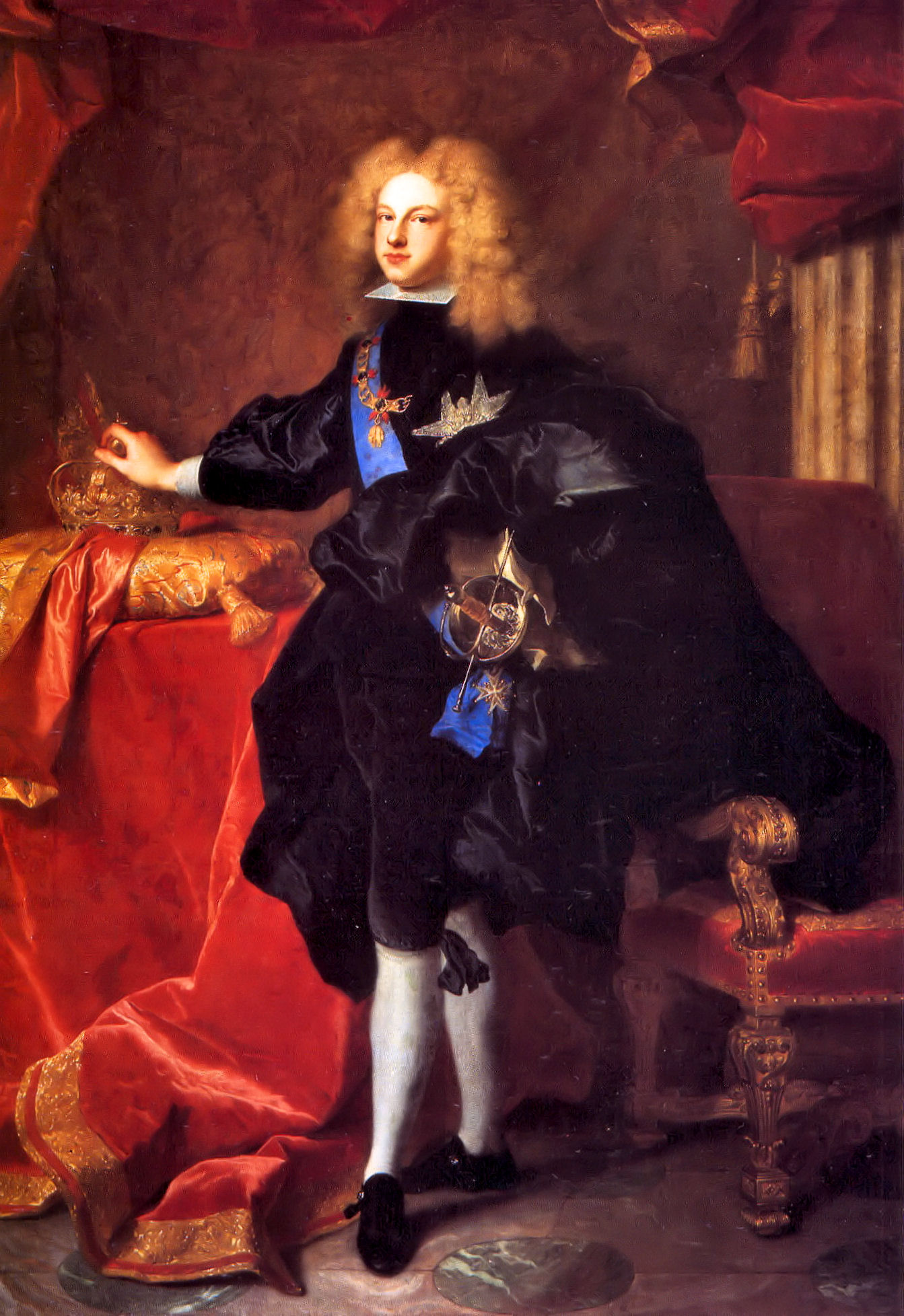
en 1701.

Louville est le favori de Philippe V. « On voyait bien, rapporte Saint-Simon, la prédilection et la confiance du roi pour lui. » Philippe arrive à Madrid le 22 janvier 1701. Peu après, le duc d'Harcourt, ambassadeur extraordinaire du roi de France, est frappé d'une grave et longue maladie (il reçoit l'extrême-onction le 1er mai) : 

« Tout le poids des affaires, dit Saint-Simon, tomba sur Louville à découvert, et, pour en parler au vrai, il gouverna le roi et l'Espagne. C'était lui qui voyait et faisait toutes les lettres particulières à notre cour, et par qui tout passait directement. »

 Jean-Paul Le Flem considère Louville comme un « diplomate habile », qui joue auprès du roi d'Espagne « le rôle de représentant des volontés de Louis XIV et d'espion de la cour de France, comme l'a démontré le cardinal Baudrillart ».
Il se forge un jugement tranché sur les grands d'Espagne. S'il se lie d'amitié avec certains d'entre eux qui lui paraissent fidèles, il décèle aussi des incapables et des traîtres. En avril et en mai 1701, il suggère de remplacer les grands, au sein du gouvernement, par des nobles de plus petite extraction ou par des techniciens français.
Le 17 septembre, à Saragosse, Philippe V nomme Louville chef de sa maison française, c'est-à-dire qu'il lui donne « l'autorité sur tous les officiers français de sa bouche, pour en être mieux servi » (pour parer à tout empoisonnement). Par Beauvillier, Louville a connu Fénelon. Il lui écrit pour lui demander des conseils. On trouve la réponse de Fénelon dans les Mémoires secrets, extraits de la correspondance de Louville.

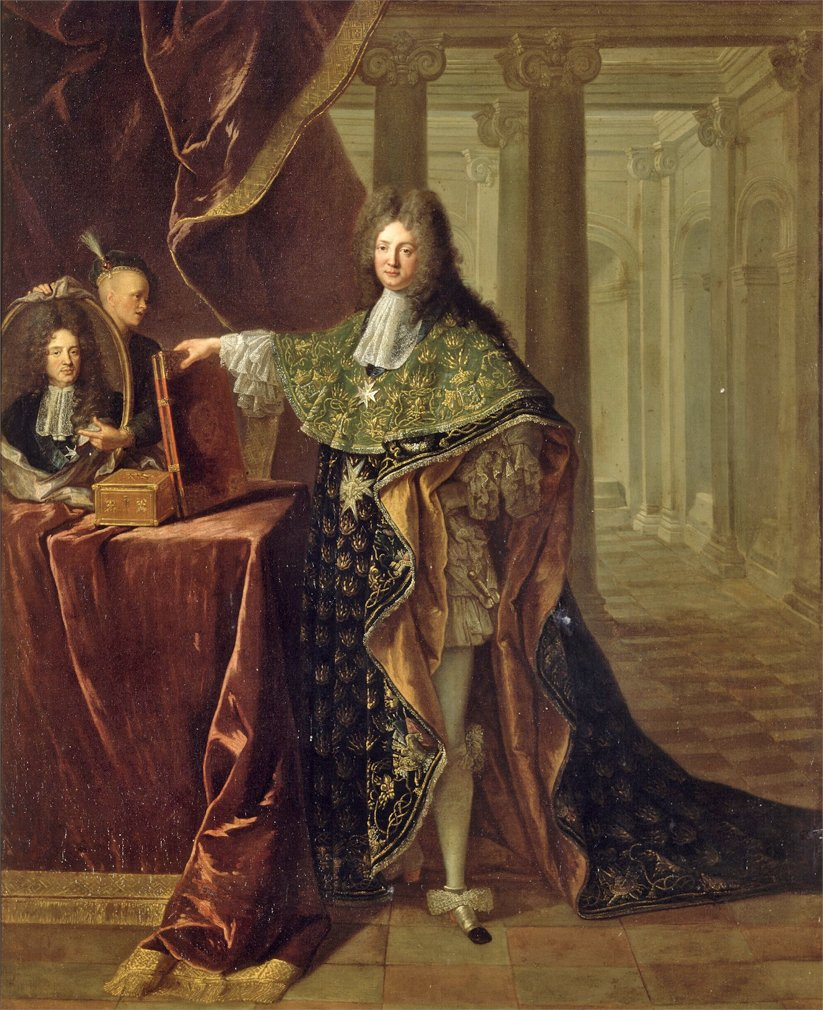
Jean-Baptiste Colbert, marquis de Torcy, par de Troy.

Louville a la confiance et le soutien du marquis de Torcy, secrétaire d'État aux affaires étrangères de Louis XIV. Comme le résume Saint-Simon, « Louville était créature du duc de Beauvillier, ami intime de Torcy, et très bien avec le duc de Chevreuse… » À cette époque, il est également en bons termes avec le père Daubenton, le confesseur jésuite de Philippe V.

Louville veut réformer les gardes royales. L'objectif est bien sûr de protéger la vie du souverain, mais aussi d'affermir l'autorité royale, comme il l'explique dans un mémoire : 

« Le roi ne pourra jamais rien exécuter ici ni réformer tous les abus qui se sont glissés depuis un temps infini tant dans les finances que dans l’exécution de la justice sous les trois rois fainéants, que Sa Majesté n’ait ici de bonnes troupes, bien fidèles, et bien disciplinées, dont il soit sûr, et desquelles il tirera une garde tant pour la décence que pour la propre sûreté. »

 Louville insiste pour que ces troupes ne soient pas composées d'Espagnols, mais d'étrangers recrutés dans des possessions espagnoles, en Italie et aux Pays-Bas.
Il souhaite par ailleurs simplifier le dispositif gouvernemental, qui se disperse en plusieurs conseils. Il veut combattre le désordre financier. Il dénonce la pauvreté des provinces, moins bien traitées que celles du royaume d'Aragon (qui ne participent guère au financement de la monarchie). Pour réformer, il ne voit d'autre solution qu'une ingérence accrue de la France dans les affaires espagnoles. Il réussit à faire partager ce point de vue à Philippe V, aux autres Français de la cour d'Espagne et à des conseillers de la cour de France à qui il écrit sans relâche. À Versailles, cette idée est combattue par un parti. Mais Louis XIV va avoir besoin, dans la guerre qui s'annonce (guerre de Succession d'Espagne, 1701-1714), des subsides de l'Espagne. Aussi tient-il à ce que, dans ce royaume, la situation financière et politique soit assainie. Les avis de Louville sont donc bien accueillis, et la présence française augmente à Madrid à la fin de l'année 1701.

### Le séjour en France

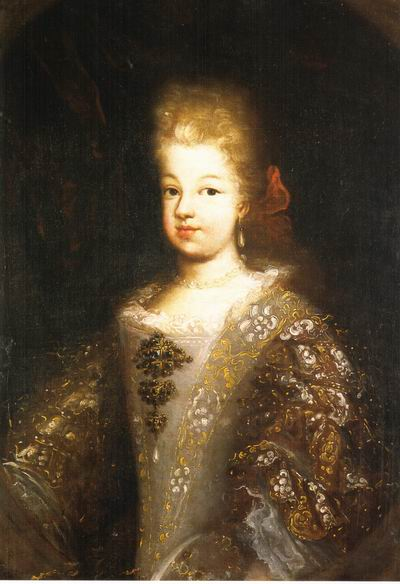
Marie-Louise-Gabrielle de Savoie.

Le 3 novembre 1701, Philippe V épouse Marie-Louise-Gabrielle, fille de Victor-Amédée de Savoie. Celle-ci, d'emblée, pousse Philippe à confier à Victor-Amédée ses affaires italiennes. Louville veut au contraire affermir l'autorité du roi d'Espagne, dont les terres italiennes sont menacées par les Impériaux. En même temps, il veut éloigner le souverain de l'influence de la cour. Il convainc Philippe de gagner l'Italie pour y prendre, au printemps, la tête de l'armée des deux couronnes.
Louville se rend alors en France. Il arrive à Fontainebleau le 12 novembre. Officiellement, il vient rendre compte de tout ce qui s'est passé dans les affaires intérieures durant la maladie de d'Harcourt, et entretenir Louis XIV du mariage de Philippe. En réalité, il vient demander au roi l'autorisation de laisser son petit-fils partir à Naples. D'Harcourt, rétabli, remplacé par un nouvel ambassadeur, est revenu en France, haïssant Louville. Soutenu par madame de Maintenon, il s'oppose vivement à ce déplacement en Italie. Mais Louis XIV donne son accord.
Louville est tenu de ne rien cacher à Louis XIV. Il lui parle donc des larmes et de l'éclat de la jeune reine d'Espagne le soir de ses noces, au moment du coucher. Peut-être est-il suffisamment indiscret pour en parler à d'autres personnes. Madame de Maintenon, qui sait tout, est hostile aux ducs de Chevreuse et de Beauvillier, et par conséquent à Louville. Elle veille à ce que l'on fasse croire à la duchesse de Bourgogne que Louville, par des indiscrétions, a cherché à nuire à sa sœur, la reine d'Espagne. Ceci va desservir Louville, qui est alors au comble de sa faveur à Versailles.

### Campagne d'Italie

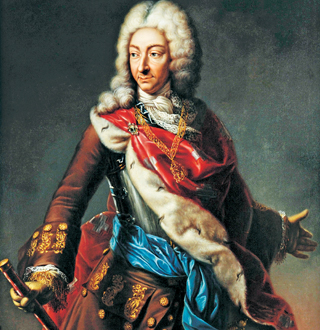
Victor-Amédée II de Savoie.

En février 1702, il retourne en Espagne, vivement recommandé par Louis XIV à son petit-fils. À Madrid, le 28 mars, il est déclaré gentilhomme de la Chambre, et en reçoit la clef d'or.  
Philippe V arrive à Naples fin avril. Louville est du voyage. Il va demander au pape l'investiture du royaume de Naples pour Philippe. Il est bien accueilli. Mais la présence de l'armée impériale, commandée par le prince Eugène, dissuade Clément XI de se prononcer.
Le 14 juin, Philippe V rencontre son beau-père à Acqui. Conformément au cérémonial, Louville refuse au duc de Savoie le droit de s'asseoir dans un fauteuil en présence du roi d'Espagne. Victor-Amédée le prend très mal, et en informe certainement ses filles, la duchesse de Bourgogne et la reine d'Espagne. Cet incident est peut-être à l'origine de la disgrâce de Louville.
À la tête de l'armée, les esclandres se multiplient, car les grands d'Espagne entendent tout diriger. Louville leur manifeste de plus en plus d'aversion. Ils le lui rendent bien,. En cas de différend, Philippe V ne donne pas toujours raison aux Français. Il tient à ménager les Espagnols, tandis que Louville se répand imprudemment contre eux. Pire : dans ses lettres, il parle de Philippe V comme d'un enfant qui a toujours besoin d'être dirigé, doté d'« un esprit subalterne et, si je l'osais dire, subjugué, qui le ferait toujours dépendre de quelqu'un ». D'une « dangereuse présomption », Louville travaille lui-même à sa perte. À Versailles, on déplore ses saillies vis-à-vis des Espagnols ; on craint que Philippe V ne s'aliène ses sujets. Torcy soutient toujours Louville, mais lui demande de se modérer.

### Disgrâce

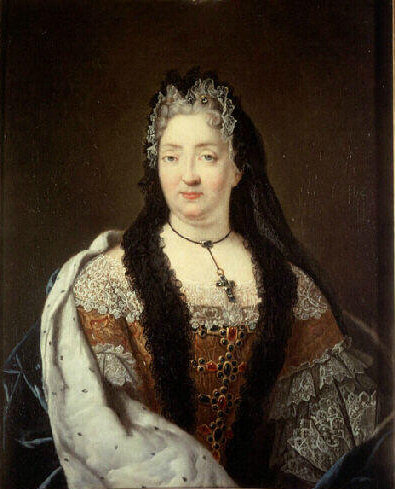
Marie-Anne de La Trémoille, princesse des Ursins.

La campagne d'Italie prend fin en septembre 1702. Le roi et Louville reviennent à Madrid. Louville apparaît comme un rival trop redoutable aux yeux de la princesse des Ursins, la camarera mayor de Palacio. Celle-ci monte en épingle auprès de la reine l'affaire du fauteuil refusé à Victor-Amédée ; tandis qu'à Versailles, d'Harcourt représente toujours Louville à madame de Maintenon comme une créature de Beauvillier et de Torcy. Louville perd son logement au palais de Philippe V. Toutes les décisions se prennent désormais « en cachette des ministres », dans un conseil étroit où ne figurent que le roi, la reine, madame des Ursins et Orry — auxquels se joint par la suite d'Aubigny.
Louville est mis sous le boisseau. Pourtant, ses idées ont convaincu Versailles, et, depuis l'année précédente, des techniciens français viennent travailler en Espagne. Mais il perd de son influence sur Philippe V. Deux clans se dessinent. D'un côté, Louville se ligue avec le cardinal d'Estrées, ambassadeur de France, et dénonce l'inertie des Espagnols. De l'autre, madame des Ursins soutient les Espagnols auprès de Philippe. Une cabale riche en péripéties agite la cour d'Espagne une année durant. En août 1703, d'Estrées est rappelé en France.

### Retour en France
Le 22 octobre 1703, à Versailles, le rappel de Louville est décidé. Le 9 décembre, il est de retour en France.
Grâce à l'intercession de Beauvillier, il obtient de Philippe V des compensations : une somme de 100 000 francs, une pension (qui ne sera pas longtemps payée) et le gouvernement de Courtrai, à quoi l'électeur de Bavière Maximilien Emmanuel, vice-roi de Flandre, ajoute le grand bailliage. Louville est nommé gentilhomme de la Chambre du duc de Bourgogne. Il va occuper cette charge jusqu'au 18 février 1712,. 
« Il eut le bon esprit, dit Saint-Simon, de n'en rien perdre de sa gaieté, d'oublier tout ce qu'il avait été en Espagne, de vivre avec ses amis, dont il avait beaucoup et de considérables, et de s'occuper de ses affaires et de se bâtir très agréablement à Louville. » Il restaure et aménage en effet son château de Louville.
Il prend possession de son gouvernement de Courtrai au début de l'année 1704. Il ne va pas le conserver longtemps : la place retombe aux mains de l'ennemi après la bataille de Ramillies (23 mai 1706).
Le 18 juin 1708, à 44 ans, Louville épouse Hyacinthe Sophie Béchameil de Nointel, âgée de 20 ans. Elle va se révéler, dit Saint-Simon, « une personne très vertueuse et d'une très aimable vertu ». 

### Sous la Régence

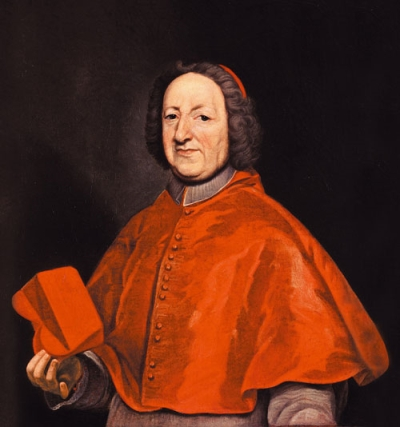
L'abbé Alberoni, premier ministre, va devenir cardinal en 1717.

En 1716, le Régent envoie Louville en Espagne comme ambassadeur extraordinaire. Il a pour mission de contrecarrer par une cabale espagnole l'influence du premier ministre Alberoni sur la politique italienne. Il doit engager Philippe V à signer le traité de la Triple-Alliance. Le Régent veut surtout mesurer l'influence des jésuites sur Philippe, et obtenir l'assurance que celui-ci renonce bien au trône de France,.
Louville arrive à Madrid le 24 juillet. Il lui est signifié de repartir dans l'instant. L'abbé Alberoni ne lui permet pas de présenter ses lettres de créance. Fin août, il doit s'en retourner sans avoir vu le roi.
Cet échec prouve que les relations entre la France et l'Espagne se sont refroidies. Pour faire bonne figure aux yeux des autres puissances, on laisse courir la calomnie répandue par Alberoni, selon laquelle Philippe V nourrit tout simplement « une aversion mortelle » pour un Louville qui n'est venu que pour réclamer les impayés de ses pensions.
Jusqu'en 1718, le Régent charge encore Louville de tenter — par l'intermédiaire de l'ambassadeur Saint-Aignan — de déstabiliser Alberoni et le jésuite Daubenton. Mais ces tentatives se révèlent infructueuses.
En 1719, Louville est investi du gouvernement de Navarrenx. Il démissionne de cette charge au début de l'année 1721. Il meurt à 67 ans, le 20 août 1731. Il est inhumé à Louville-la-Chenard.

## Portrait
Pour Saint-Simon, Louville était « homme d'infiniment d'esprit, et qui, avec une imagination qui le rendait toujours neuf et de la plus excellente compagnie, avait toute la lumière et le sens des grandes affaires et des plus solides et des meilleurs conseils ». Il avait « une gaieté et des plaisanteries salées, mais avec jugement, dont les saillies réveillaient le froid et le sérieux naturel du roi, et lui étaient d'une grande ressource dans les premiers temps d'arrivée en cette terre étrangère ». « Louville, dit encore Saint-Simon, était plein d'esprit et de sens, ardent, mais droit, et, persuadé une fois, rien ne le faisait démordre, et aussi peu s'arrêter. L'engouement où la vivacité et l'abondance des pensées et des raisons le jetaient quelquefois exposait ce feu à des indiscrétions. »
« Dominateur, dit Catherine Désos, entier, virulent, très intelligent, il apparaît finalement peu politique. »

## Mariage et descendance

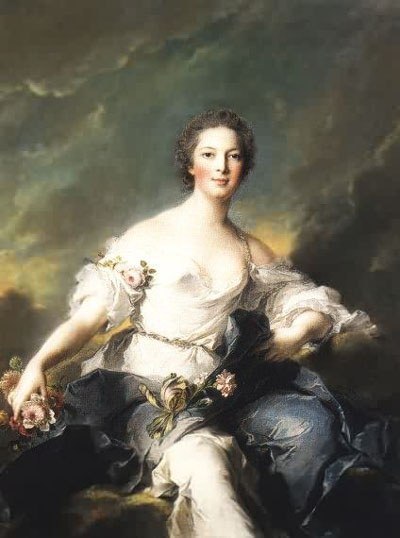
Angélique, fille aînée de Louville, en Flore, par Nattier (1746).

À Bercy, le 18 juin 1708, Louville épouse Hyacinthe Sophie Béchameil (1688-1757), fille de Louis II Béchameil, marquis de Nointel, ambassadeur à Constantinople, et de Magdeleine Le Ragois. Hyacinthe est la petite-fille de Louis Ier Béchameil.
Le couple a deux filles :
- Angélique Louise Sophie (10 février 1710-23 septembre 1756), qui épouse le 16 juin 1733 le marquis Pierre de Baglion, comte de La Salle (1700-1799)[63]. Nattier la représente en Flore, en 1746[64] ;
- Adélaïde Jeanne Françoise (1715-1745), qui épouse en 1735 le baron Adrien Antoine de Blocquel de Croix (1697-1759), seigneur de Wismes[65].

## Correspondance
Louville expédie de Madrid un nombre impressionnant de lettres, « d’une
écriture fine et serrée, parfois peu lisible tant elle est hargneuse ». « Louville, dit Catherine Désos, possède une plume très vive et souvent mordante ; il nous a laissé des tableaux extrêmement vivants de l’entourage royal et de la cour d’Espagne. » Mais ces lettres sont surtout précieuses pour nous faire comprendre de quelle façon il a exercé son influence à Madrid et à Versailles.
L'abbé Millot donne quelques extraits de cette correspondance dans les Mémoires politiques et militaires pour servir à l'histoire de Louis XIV et de Louis XV, composés sur les pièces originales recueillies par Adrien-Maurice, duc de Noailles, Paris, Moutard, 1777.
Vers 1816, l'arrière-petite-fille de Louville, Antoinette Catherine Denise Grimoard de Beauvoir, comtesse du Roure, confie à son fils, Auguste François Louis Scipion (1783-1858), les papiers de son aïeul. Auguste compile la correspondance et la publie en deux volumes sous le titre Mémoires secrets sur l'établissement de la maison de Bourbon en Espagne, extraits de la correspondance du marquis de Louville. On y trouve notamment la lettre que Fénelon adresse à Louville, à Madrid, le 10 octobre 1701.
Le texte original de la correspondance de Louville représente quatre gros volumes. Il est aux archives du Quai d'Orsay,.

### Iconographie
- Hyacinthe Rigaud, portrait de Charles-Auguste d'Allonville, marquis de Louville (1708), Worcester Art Museum.
- Hyacinthe Rigaud, portrait d'Hyacinthe Sophie Béchameil de Nointel, marquise de Louville.
- Jean-Marc Nattier, portrait d'Angélique d'Allonville de Louville (1746), Munich, Alte Pinakothek.
- Gérard, Philippe de France, duc d'Anjou, proclamé roi d'Espagne sous le nom de Philippe V. 16 novembre 1700, château de Chambord. Présenté au Salon de l'Académie des beaux-arts de 1824. L'un des personnages est Louville.